# Guiuan
Guiuan est une localité de la province du Samar oriental, aux Philippines. En 2015, elle compte 52 991 habitants.